# Nuova Consonanza (album)
Nuova Consonanza è il quinto album del Gruppo di Improvvisazione Nuova Consonanza, prodotto dalla Cinevox nel 1975.

## Tracce
Lato A
1. Settimino

Lato B
1. Eflot
2. Soup
3. Scratch